# Guitar Pro
 (août 2023).
Guitar Pro est un logiciel d'édition de partitions musicales à l'origine spécialisé pour les guitares, basses, ukulélés, banjos. Il est commercialisé par la société Arobas Music depuis 1997. Le logiciel a évolué au fur et à mesure des années et permet l'édition de partitions professionnelles pour de nombreux autres instruments comme le piano et la batterie, ainsi que l'ajout de paroles, textes, doigtés, diagrammes d'accord.
Un lecteur de partitions Guitar Pro est également disponible en version mobiles/tablettes pour iOS et Android.

## Historique
La première version avait pour objet la conversion de fichiers MIDI et ASCII en tablature, avec la possibilité de les modifier, les imprimer, et surtout les écouter. Le format ASCII, basique mais universel, était très répandu sur Internet pour échanger des partitions, et aucun logiciel ne gérait alors correctement la tablature. Guitar Pro, dès sa première version, proposait d’importer et d’exporter ce format, offrant ainsi en quelques clics un rendu beaucoup plus agréable, imprimable et pouvant être écouté. Le logiciel a été traduit dans de nombreuses langues par les utilisateurs eux-mêmes, et s’est ainsi rapidement diffusé, bénéficiant de l’essor du web à l’époque. Les différentes versions ont continué à développer le concept tout en restant à un niveau de prix accessible, ce qui a fait de Guitar Pro le logiciel d'édition le plus populaire des guitaristes du monde entier. Conçu au départ pour la tablature, Guitar Pro s'est développé de façon à prendre également en charge l'écriture musicale en solfège classique, d'abord, puis la notation batterie, la double portée du piano et les différentes clefs (sol, fa, ut).

## Outils d'édition
Guitar Pro permet d’écrire des partitions rapidement et facilement, en saisissant les notes avec le clavier, la souris à l’aide du manche de guitare virtuel, ou à partir d’un instrument MIDI. Toutes les notations et les effets connus des guitaristes peuvent être incorporés à la partition (bend, pull-off, let ring, tapping, etc.), en tablatures comme en notation solfège.
Guitar Pro permet de passer de la tablature au solfège à la lecture comme lors de la saisie de partitions. Les deux systèmes sont interactifs, et une note saisie dans l’un s’ajoute automatiquement dans l’autre. Les rythmes sont automatiquement calculés et affichés, et Guitar Pro permet de saisir absolument tous les symboles musicaux connus dans la partition — tout en mettant la priorité sur les symboles spécifiquement guitaristiques. On peut aussi utiliser la capture MIDI en prise directe pour créer des partitions.
Les nouveautés de Guitar Pro 7 à l’édition incluent une notation améliorée des percussions et batteries, ajout de nouvelles notations (golpe, pick scrape, dead slap), possibilité d'éditer des tablatures pour les instruments de 9 et 10 cordes, modifier certains éléments en cliquant directement sur la partition (surlignage bleu).

### Fonctionnalités
Guitar Pro utilise pour sa fonction de lecture le RSE (Realistic Sound Engine) qui tente de simuler les sons réels des instruments, et ainsi d'obtenir une qualité sonore supérieure au moteur MIDI Windows. Le RSE de la version 5 prenait en charge la guitare, la basse et la batterie. Le RSE2 de la version 6 inclut aujourd'hui plus d'une centaine de banques son, dont les instruments à cordes, les percussions et les principaux instruments de l'orchestre. 
Si l’on souhaite que l’ordinateur joue en accompagnement d’un solo ou d’une partie choisie, on peut également ajuster les paramètres audio pour les autres instruments, le volume, le chorus et la reverb, et étouffer une ou plusieurs pistes.
Guitar Pro se présente comme l'atelier du guitariste, et propose une série d'outils visant à faciliter la pratique de l'instrument: un générateur de diagrammes d'accord, un analyseur de gammes, un accordeur, un manche de guitare et un clavier virtuels, un décompte (en début de morceau), un métronome et le fameux Speed Trainer qui permet de jouer une sélection de notes en boucle en accélérant progressivement.
À l'import, le logiciel prend en charge les fichiers MIDI et ASCII et les fichiers des anciennes versions de Guitar Pro, bien sûr, mais aussi les fichiers TablEdit, PowerTab et MusicXML. 
À l'export, Guitar Pro permet de créer des fichiers MIDI, ASCII, MusicXML, WAV, MP3, PDF, et PNG.

## Versions
- Version 1.0
- Version 2.0
- Version 3.0 = Introduction de la table de mixage.
- Version 3.7 = Notation solfégique / tablature.
- Version 4.0 = Apparition des outils de visualisation 'Manche de guitare' et 'Piano'.
- Version 5.0 = Apparition du Realistic sound engine (RSE) permettant un rendu plus fidèle des sons de guitare, basse et batterie.
- Version 5.2 = Mise à jour du RSE permettant de sélectionner des réglages de guitare et basse selon le genre de musique, et selon le style de certains grands joueurs. Ajout d'un égaliseur. Disponible sur Mac.
- Version 6.0 = Nativement compatible Windows / Mac OSX / Linux. Extension du RSE aux modulations d'effets, avec plus de 50 pédales d’effets, plus de 100 banques de sons, une nouvelle interface utilisateur MDI (inclut un affichage plein écran), la double portée piano, slashes de rythme, signes de répétition (%, %%), silences multiples, tonalité de concert, égaliseur paramétrique sur chaque piste, tonalités configurables, jusqu’à quatre voix, tempo claquettes, écriture jazz, anacrouse, ##, etc.
- Version 7.0 = Compatible Windows / Mac OSX. Fin du Support Linux. Evolution en profondeur de l'interface. Amélioration de la notation musicale. Possibilité de brancher un instrument externe et profiter des nombreux effets disponibles et de jouer avec la partition. Presets audio de morceaux connus.

Le format de fichier pour Guitar Pro 7 est .gp. Chaque nouvelle version de logiciel conduit à une nouvelle version de fichier des tablatures, nouvelles versions de fichier qui ne peuvent pas être lues par les versions précédentes : cette négligence, volontaire ou non, amène les utilisateurs à devoir acheter chaque nouvelle version.

## Autour de la version 6
La version 6 est une refonte complète du programme, ré-écriture, modification du design, ajout de banques de sons de qualité supérieure... Cette version est notée 7,5/10 par Mac Generation et la rédaction de 01net.com le classe parmi les logiciels indispensables pour faire de la musique sur Windows, Mac et Linux. De nombreux bugs étaient présents à ses débuts, heureusement les mises à jour ont été régulières, et le soft a gagné peu à peu en richesse et en stabilité.
Le logiciel a reçu l'Award Qualité/Prix 2010 de la rédaction du site Audiofanzine : Avec cette sixième version, il pourrait bien devenir le seul et unique logiciel à considérer dans sa catégorie. Les utilisateurs de ce site lui donnent une note de 3 étoiles sur 5 .

## Autour de la version 7
La version 7 est sortie début avril 2017. Elle a été bien accueillie par Guitariste.com qui note le logiciel 4/5, guitargeek.fr qui conclut par Guitar Pro 7 est donc une bien meilleure version que la précédente et confirme sans contestation possible son rang de meilleur logiciel d’édition de partitions, Ma guitare et vous qui se demande si ce ne serait pas l'âge de raison pour Arobas Music et critiquée par certains utilisateurs notamment sur Audiofanzine où les membres lui ont donné une moyenne de 3 sur 5. En effet, cette version présentait des bugs à sa sortie. Cependant, l'équipe a proposé de nombreuses mises à jour régulières pour pallier ces retours et a proposé une version 7.5 qui répond aux principales attentes et retours des utilisateurs. D'autres sites tels que http://guitargearfinder.com lui ont attribué 4 étoiles sur 5 . Si vous ne connaissez pas ce logiciel, le magazine Daily Rock a réalisé un article intéressant pour les non initiés.